# Horebeke
Horebeke è un comune belga di 2 056 abitanti, situato nella provincia fiamminga delle Fiandre Orientali.